# Agriphiloides longipalpellus
Agriphiloides longipalpellus là một loài bướm đêm trong họ Crambidae.